# Yelicones maculatus
Yelicones maculatus är en stekelart som beskrevs av Papp 1985. Yelicones maculatus ingår i släktet Yelicones och familjen bracksteklar. Inga underarter finns listade i Catalogue of Life.